# Ендоекогенез
Ендоекогенез  (грец. endon — всередині, грец. oikos — будинок, місце і грец. genesis — походження, виникнення) — зміна рослинності внаслідок зміни середовища самими рослинами в результаті їх життєдіяльності; Е. — найбільш поширена форма  автогенних сукцесій, що є основним процесом при формуванні еуклімаксу; один з компонентів динаміки фітоценозів. Е. може бути як чисто спонтанним, так і мати поштовхом порушення рослинності людиною. У цьому випадку Е. носить назву відновної посткатастрофічної сукцесії. Як правило, Е. веде до підвищення стабільності спільноти, наростання запасу біомаси, збільшення різноманітності життєвих форм і формування ценопопуляцій нормального типу. При цьому увесь фітоценоз підвищує свою середовищеутворюючу роль і стає більш автономним елементом екосистеми (див. Сингенез (екологія)).

## Ресурси Інтернету
- Динаміка біогеоценозів: Флуктуації та сукцесії [Архівовано 3 квітня 2015 у Wayback Machine.]
- Розвиток біогеоценозів

## Виноски
1. ↑  Син.: Ендодинамічні зміни
2. ↑   Полевая геоботаника / Под ред. О. В. Заленского, А. А. Корчагина, Е. М. Лавренко. — М.; Л.: Изд-во АН СССР, 1959. — Т. 1. — 444 с.